# Winna Góra (Pokój)
Winna Góra – zniesiona część wsi Pokój w Polsce położony w województwie opolskim, w powiecie namysłowskim, w gminie Pokój. 
Nazwę zniesiono z 2025 r.
W latach 1975–1998 miejscowość administracyjnie należała do ówczesnego województwa opolskiego.